# Polystachya foliosa
Polystachya foliosa är en orkidéart som först beskrevs av William Jackson Hooker, och fick sitt nu gällande namn av Heinrich Gustav Reichenbach. Polystachya foliosa ingår i släktet Polystachya och familjen orkidéer. Inga underarter finns listade i Catalogue of Life.